# Ventilator

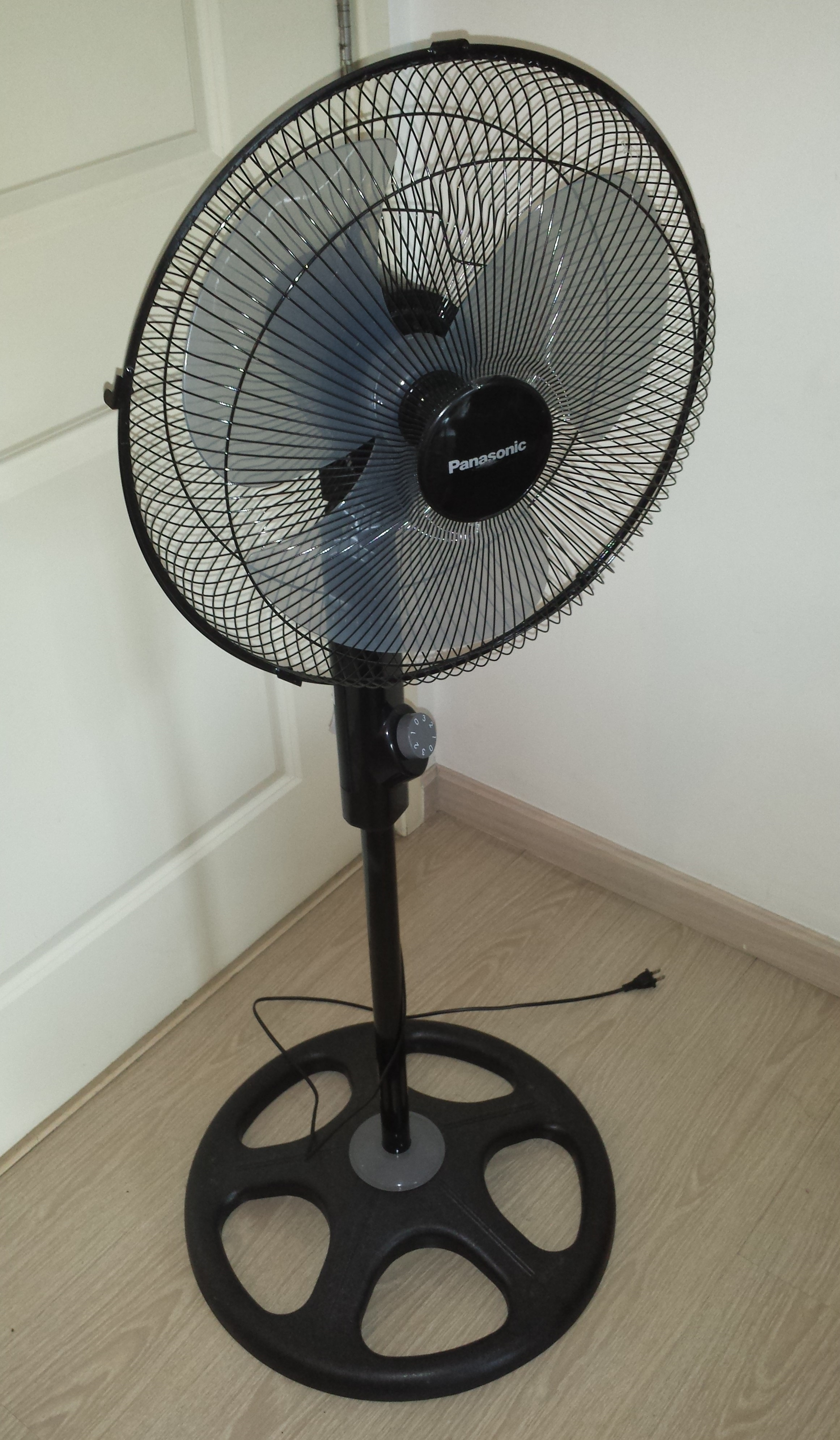
Ventilator de cameră

Un ventilator este un aparat utilizat pentru producerea unui curent într-un fluid (de obicei gaz). Este folosit și la automobile pentru împrospătarea aerului. 

## Forme constructive

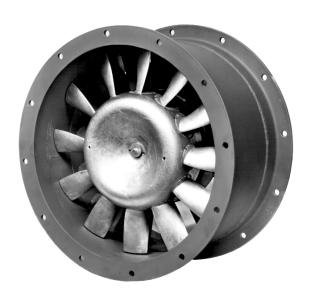
Ventilator axial

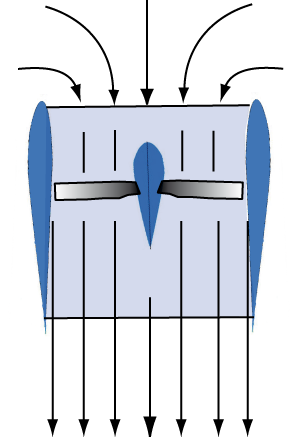
Principiul de funcționare al ventilatorului axial

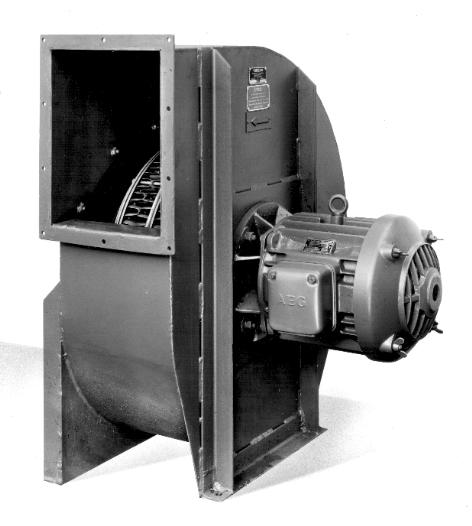
Ventilator centrifugal cu acționare directă